# Římskokatolická farnost Rapotín
Římskokatolická farnost Rapotín je územní společenství římských katolíků s farním kostelem Nanebevzetí Panny Marie v děkanátu Šumperk.

## Historie farnosti
První písemná zmínka o obci pochází z roku 1391. Farní kostel je novogotickou stavbou z 19. století, stojící na místě původního dřevěného kostela z 16. století.

## Duchovní správci
Od září 2012 je administrátorem excurrendo R. D. Mgr. Slawomir Sulowski.

## Bohoslužby
| Kostel                  | Místo   | Bohoslužba (den)     | Hodina     | Poznámka     |
| ----------------------- | ------- | -------------------- | ---------- | ------------ |
| Nanebevzetí Panny Marie | Rapotín | neděle čtvrtek pátek | 9.00 18.15 | farní kostel |

## Aktivity ve farnosti
Farnost se pravidelně zapojuje do projektu Noc kostelů.  Ve farnosti se pravidelně koná tříkrálová sbírka. V roce 2016 se při ní vybralo 48 721 korun. 
V červnu 2016 byl vysvěcen na trvalého jáhna farník František Klíč. 
Pro farnosti děkanátu Šumperk vychází měsíčník Tamtam. 